# Haim Katz
Haim Katz, né le 21 décembre 1947, est un homme politique israélien. Il est ministre du Tourisme depuis 2022. Il est ministre du Travail, de la Protection sociale et des Services sociaux de 2015 à 2019 et membre de la Knesset pour Une Nation entre 1999 et 2003, et pour le Likoud entre 2003 et 2023.

## Biographie
Né en Allemagne en 1947, Katz immigre en Israël en 1949. Après avoir terminé ses études et son service national, il travaille comme technicien en électronique. Il s'implique dans les syndicats et devient membre du conseil des travailleurs d'Israel Aerospace Industries en 1983, et est également président du syndicat des techniciens et des ingénieurs. En 1993, il devient secrétaire du Syndicat national des travailleurs des industries aéronautiques israéliennes et est nommé président de l'équipe chargée de la politique des fonds de pension de la Histadrout en 1996. Katz fonde l' Oz, une faction au sein de la Histadrout.

## Knesset
En 1999, Katz rejoint le nouveau parti Une Nation. Il est placé deuxième sur sa liste pour les élections législatives de cette année-là et est élu à la Knesset lorsque le parti remporte deux sièges.
Peu avant les élections de 2003, il fait défection au Likoud et est placé 37e sur sa liste. Il est réélu car le parti remporte 38 sièges. En tant que député du Likoud, il est nommé président de la commission du travail, de la protection sociale et de la santé. Il lance également un projet de loi interdisant aux députés de servir à la tête de l'Histadrout, ce qui oblige Amir Peretz à démissionner de son poste de chef de l'Histadrout.
Lors des primaires du Likoud pour les élections de 2006, Katz obtient la treizième place sur la liste du parti. Le Likoud ne remporte que douze sièges et il perd son siège. Cependant, lorsque Natan Sharansky démissionne de la Knesset en novembre 2006, Katz le remplace comme membre suivant sur la liste. Il conserve son siège aux élections de 2009, pour lesquelles il est classé quatorzième sur la liste du Likoud. Il est réélu en 2013 et 2015, après quoi il est nommé ministre de la Protection sociale et des Services sociaux dans le Gouvernement Netanyahou IV. Le 15 décembre 2019, Katz annonce qu'il soutient Gideon Sa'ar lors des élections à la direction du Likoud.
Katz est nommé ministre du Tourisme le 29 décembre 2022. Il démissionne de la Knesset le 6 janvier 2023 dans le cadre de la loi norvégienne.
Le 26 septembre 2023, Katz est le premier membre du gouvernement israélien à se rendre publiquement en Arabie saoudite pour assister à une conférence de l'Organisation mondiale du tourisme (OMT) des Nations Unies.